# Коринт (Арканзас)
Коринт (англ. Corinth, Arkansas) — город, расположенный в округе Йелл (штат Арканзас, США) с населением в 65 человек по статистическим данным переписи 2000 года.

## География
По данным Бюро переписи населения США город Коринт имеет общую площадь в 8,29 квадратных километров, из которых 8,03 кв. километров занимает земля и 0,26 кв. километров — вода. Площадь водных ресурсов округа составляет 3,14 % от всей его площади.
Город Коринт расположен на высоте 107 метров над уровнем моря.

## Демография
По данным переписи населения 2000 года в Коринте проживало 65 человек, 18 семей, насчитывалось 25 домашних хозяйств и 29 жилых домов. Средняя плотность населения составляла около 7,7 человек на один квадратный километр. Расовый состав Коринта по данным переписи распределился следующим образом: 96,92 % белых, 3,08 % — других народностей. Испаноговорящие составили 24,62 % от всех жителей города.
Из 25 домашних хозяйств в 24,0 % — воспитывали детей в возрасте до 18 лет, 60,0 % представляли собой совместно проживающие супружеские пары, в 8,0 % семей женщины проживали без мужей, 28,0 % не имели семей. 28,0 % от общего числа семей на момент переписи жили самостоятельно, при этом 12,0 % составили одинокие пожилые люди в возрасте 65 лет и старше. Средний размер домашнего хозяйства составил 2,60 человек, а средний размер семьи — 3,22 человек.
Население города по возрастному диапазону по данным переписи 2000 года распределилось следующим образом: 21,5 % — жители младше 18 лет, 12,3 % — между 18 и 24 годами, 24,6 % — от 25 до 44 лет, 26,2 % — от 45 до 64 лет и 15,4 % — в возрасте 65 лет и старше. Средний возраст жителей составил 36 лет. На каждые 100 женщин в Коринте приходилось 124,1 мужчин, при этом на каждые сто женщин 18 лет и старше приходилось 131,8 мужчин также старше 18 лет.
Средний доход на одно домашнее хозяйство в городе составил 28 125 долларов США, а средний доход на одну семью — 44 375 долларов. При этом мужчины имели средний доход в 16 607 долларов США в год против 19 167 долларов среднегодового дохода у женщин. Доход на душу населения в городе составил 10 926 долларов в год. Все семьи Коринта имели доход, превышающий уровень бедности, 10,6 % от всей численности населения находилось на момент переписи населения за чертой бедности, при этом из них были моложе 18 лет и — в возрасте 65 лет и старше.